# Овруцько-Коростенська єпархія УПЦ (МП)
Овруцько-Коростенська єпархія — єпархія РПЦвУ, яка об'єднує парафії УПЦ МП й монастирі на території Ємільчинського, Коростенського, Лугинського, Малинського, Народицького, Овруцького, Олевського, Радомишльського, Хорошівського районів Житомирської області.

## Історія
До 1924 року має стосунок перша згадка про Овруцького вікарного єпископа — Максима (Жижиленка), який залишався Овруцьким єпископом до 1925 року.
Заснована, як незалежна рішенням синоду УПЦ (МП) від 22 червня 1993 року, будучи виділеною зі складу Житомирської єпархії.
31 серпня 2023 року керівника Овруцько-Коростенської єпархії Віссаріона Стретовича було затримано за поширення прокремлівських листівок і брошур серед священників та прихожан, йому було повідомлено про підозру у державній зраді (ч.2 ст.28, ч.2 ст.161 ККУ).

## Єпископи
- Віссаріон (Стретович) (від 22 червня 1993)